# Poul Lindor Nielsen
Poul Lindor Nielsen (født 18. november 1945) er lokalpolitiker og tidligere borgmester i Roskilde Kommune. Han er medlem af Socialdemokratiet og var før han blev borgmester i Roskilde, borgmester i den nu nedlagte Ramsø Kommune, der sammen med Gundsø Kommune og Roskilde Kommune blev lagt sammen til den nye Roskilde Kommune, som følge af kommunalreformen. Poul Lindor Nielsen, som tidligere har tilkendegivet at han ikke ønskede at stille op ved kommunalvalget i 2013, trak sig tilbage som borgmester den 5. maj 2011 og overdrog posten til den 30-årige Joy Mogensen, der var gruppeformand for den socialdemokratiske gruppe i byrådet. Poul Lindor fortsatte resten af perioden som menigt medlem af byrådet.

## Sammenligningen med Farum
Da han det første år sammenlignede dele af kommunens økonomi med dele af økonomien i Farum Kommune under Peter Brixtofte, affødte det en massiv kritik fra resten af kommunalbestyrelsens partier. Sagen startede, da kommunalforskeren Roger Buch i Dagbladet Børsen foretog denne sammenligning, idet man i Roskilde budgetterede med forventede indtægter fra salg af ejendomme. Denne sammenligning erklærede borgmesteren sig så enig i. Ved et ekstraordinært møde vedtog de øvrige partier en skarp kritik af borgmesteren for hans udtalelser.